# 陳小雅 (漫畫家)
陳小雅，臺灣女性漫畫家，雲林縣人，從國民中學時期開始參加漫畫投稿，擅長創作人文方面的故事，國立虎尾高級中學、國立雲林科技大學數位媒體設計系畢業。代表作為《KANO》漫畫版、《四個初夏的藍天》。

## 生平
陳小雅是七年級生末段班，曾以首部社區總體營造歷史作品《風中的黑籽菜：虎尾眷村前世》獲得2012年金漫獎漫畫新人獎佳作，並以電影同名漫畫《KANO》成為全職漫畫家。雲林縣立土庫國民中學、國立虎尾高級中學、國立雲林科技大學數位媒體設計系畢業後，於《CCC創作集》、《未來兒童》、《未來少年》、《科學少年》等月刊繪製漫畫插畫，出版多本漫畫作品；亦成立了有橋漫畫，除了與TAICCA、友善文創、東默農等單位合作於國立雲林科技大學和國立臺灣藝術大學開課教學培養想成為漫畫家的後輩外，也不遺餘力地參與了虎尾眷村的各項文化保存活動。

## 出版作品
| 書名                                 | ISBN          | 出版社         | 出版日期   |
| ------------------------------------ | ------------- | -------------- | ---------- |
| 《四個初夏的藍天：虎尾眷村今生》     | 9786269505425 | 黑白文化       | 2021年10月 |
| 《我想守護的你：虎尾眷村的抗戰回憶》 | 9789865425784 | 雲林縣政府     | 2020年12月 |
| 《百年爛漫：漫畫與臺灣美術的相遇》   | 9789865322441 | 國立臺灣美術館 | 2020年12月 |
| 《查克拉的秘密》                     | 9789863588443 | 白象文化       | 2019年9月  |
| 《KANO 1：魔鬼訓練》                 | 4719025005063 | 遠流出版公司   | 2014年3月  |
| 《KANO 2：前進甲子園》               | 9789573273622 | 遠流出版公司   | 2014年3月  |
| 《KANO 3：一球入魂》                 | 978957327363  | 遠流出版公司   | 2014年3月  |
| 《風中的黑籽菜：虎尾眷村前世》       | 9789866087219 | 旺文文創出版社 | 2011年9月  |

## 未集結成冊作品
- 《小武學拳記：八極拳》- 遠見天下《未來少年》月刊
- 《小武學拳記：螳螂拳》- 遠見天下《未來少年》月刊
- 《小武學拳記：長拳》- 遠見天下《未來少年》月刊
- 《三個微笑》- 遠見天下《未來少年》月刊
- 《橘子》- 遠見天下《未來少年》月刊
- 《榻榻米下的矮人》- 遠見天下《未來少年》月刊
- 《非洲酷朋友》(蹄兔)- 遠見天下《未來少年》月刊
- 《非洲酷朋友》(牛羚)- 遠見天下《未來少年》月刊
- 《非洲酷朋友》(麵包果樹)- 遠見天下《未來少年》月刊
- 《貪吃的狐狸》- 遠見天下《未來兒童》月刊
- 《周處除三害》- 遠見天下《未來兒童》月刊
- 《四個木偶》- 遠見天下《未來兒童》月刊
- 《青稞種子》- 遠見天下《未來兒童》月刊
- 《田螺報恩》- 遠見天下《未來兒童》月刊
- 《石磨與鹽》- 遠見天下《未來兒童》月刊
- 《好鼻師》- 遠見天下《未來兒童》月刊
- 《暑假作業》- 2016新北市漫畫競賽首獎
- 《塔西西克》- 東立少女短漫賞第1名

## 書封插圖繪製
- 《澎湖直播》-封面內頁繪製
- 《大頭的再見安打》-封面繪製
- 《阮海口雲林人》-內頁插畫
- 《機智的豆粥婆婆-和更多有趣的故事》-封面繪製
- 《貪吃的狐狸-和你沒聽過的民間故事》-封面繪製

## 得獎事蹟
- 2024 第三屆原創IP風雲榜《四個初夏的藍天》入圍
- 2024 第三屆原創IP風雲榜《黑道甜點店》入圍
- 2024 文化黑潮之拓展臺流文本外譯Books from Taiwan(BFT)2.0 入選
- 2023 法國安古蘭國際漫畫節台灣館漫畫 入選
- 2022 德國法蘭克福書展參展 入選
- 2022 Books From Taiwan 十大入選漫畫
- 2020 原創漫畫暨劇本創作競賽 漫畫劇本組 入圍
- 2016 新北市漫畫徵件競賽 首獎
- 2012 第三屆金漫獎新人獎 佳作
- 2012 放視大賞動畫類 金獎（負責：背景、劇本）
- 2012 全國技專電腦動畫競賽 優選（負責：背景、劇本）
- 2011 獲選100學年度全國大專優秀青年
- 2011 4C數位創作競賽 劇本類 入圍
- 2009 全國第一屆本土生命繪本創作徵選 佳作
- 2009 國立編譯館Being Comic新秀賽 優勝（第2名）
- 2009 4C競賽主題漫畫類 潛力無限獎
- 2008 東立第九屆全國少女短漫賞 優勝（第1名）
- 2008 國立編譯館漫畫達人競賽 特優（第1名）

## 外部連結
- 陳小雅／有橋漫畫的Facebook專頁（繁體中文）
- 奇摩新聞-7年級女破撞牆期　催生《KANO》改編漫畫 （页面存档备份，存于）
- 《KANO》陳小雅：漫畫版，想要作的是直拳般的對決 （页面存档备份，存于）
- 新頭殼-獨力完成變遷漫畫史 陳小雅感謝高阿姨 （页面存档备份，存于）
- 〈台北都會〉陳小雅的童年故事 暑假作業獲原漫首獎 （页面存档备份，存于）
- 20141104要想不能輸的熱血創作魂 主講人:陳小雅 （页面存档备份，存于）
- KANO漫畫創作路-陳小雅克服阻礙的心情 --justinrio20141104 （页面存档备份，存于）